# Lectotypella diversa
Lectotypella diversa är en insektsart som beskrevs av Irena Dworakowska 1976. Lectotypella diversa ingår i släktet Lectotypella och familjen dvärgstritar. Inga underarter finns listade i Catalogue of Life.